# منتخب السنغال تحت 17 سنة لكرة القدم
منتخب السنغال تحت 17 سنة لكرة القدم (بالفرنسية: Équipe du Sénégal des moins de 17 ans de football) هو ممثل السنغال الرسمي في المنافسات الدولية في كرة القدم
.